# Hans Jürgen Eggers
Hans Jürgen Eggers (* 2. Januar 1906 in Sankt Petersburg; † 19. April 1975 in Bad Pyrmont) war ein deutscher Prähistoriker.

## Leben
Er wurde in St. Petersburg geboren und wuchs in Estland auf. 1918 übersiedelte seine Familie nach Greifswald.
Das Studium in Tübingen, Berlin und Greifswald schloss er mit einer Dissertation über Die magischen Gegenstände in der altisländischen Prosaliteratur ab.

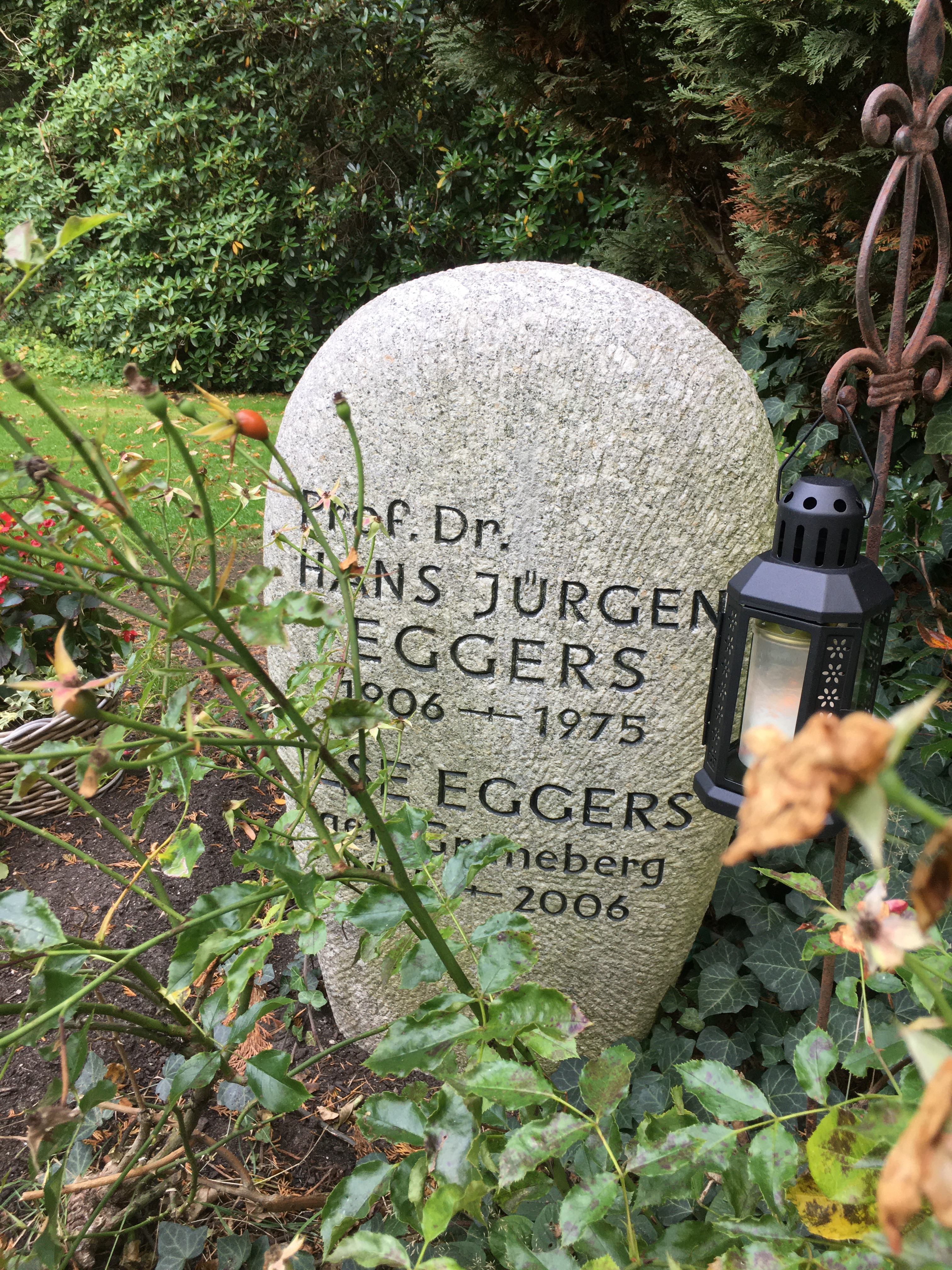
Grabstätte auf dem Friedhof Ohlsdorf

Am Staatlichen Museum für Vor- und Frühgeschichte in Berlin arbeitete Eggers zunächst bei Wilhelm Unverzagt an der Aufnahme vorgeschichtlicher und mittelalterlicher Burgwälle. 1933 kam er zu Otto Kunkel an das Pommersche Landesmuseum in Stettin. Am 22. Dezember 1937 beantragte er die Aufnahme in die NSDAP und wurde rückwirkend zum 1. Mai desselben Jahres aufgenommen (Mitgliedsnummer 5.742.177). 1941 habilitierte er sich über die Prunkgräber von Lübsow. Im Jahr 1941 heiratete er auch Ilse Grünberg (1914–2006), Fotografin am Pommerschen Landesmuseum Stettin. Seine Ehefrau rettete 1945 viele seiner Arbeitsunterlagen auf der Flucht nach Westen. Nach dem Zweiten Weltkrieg war er Hauptkustos der vorgeschichtlichen Abteilung am Hamburgischen Museum für Völkerkunde und Vorgeschichte in Hamburg und lehrte von 1946 bis 1971 als außerplanmäßiger Professor an der Universität Hamburg.
Sein Forschungsschwerpunkt lag auf der Römischen Kaiserzeit in Germanien. Die Arbeiten zu römischen Importen nach Germanien, zur relativen Chronologie und zu den älterkaiserzeitlichen Gräbern vom Lübsow-Typ sind bis heute Grundlagenwerke, wenngleich der Forschungsfortschritt Modifizierungen einiger Ansichten mit sich brachte. Methodisch stand für ihn die Arbeit mit Verbreitungskarten im Vordergrund. Ausgehend von den Ansätzen von Gustaf Kossinna setzte er sich kritisch mit dessen ethnischen Interpretationen auseinander und kam so zu einem Konzept von archäologischer These, literarischer Antithese und historischer Synthese.
Bekannt ist Eggers’ „Einführung in die Vorgeschichte“, die zwar inzwischen überholt ist, aber gleichwohl einige bedeutende Konzepte entwickelte (beispielsweise „lebende Kultur“ – „tote Kultur“).
Eggers wurde 1941 korrespondierendes, 1956 ordentliches Mitglied des Deutschen Archäologischen Instituts. Des Weiteren führte Eggers die Schriftleitung der Baltischen Studien.
Eggers verstarb im Alter von 69 Jahren und wurde auf dem Hamburger Friedhof Ohlsdorf beigesetzt. Die Grabstätte liegt im Planquadrat M 12 unterhalb der Cordesallee.

## Publikationen (Auswahl)
- Der römische Import im freien Germanien (= Atlas der Urgeschichte. 1, ZDB-ID 533679-X). 2 Bände. Hamburgisches Museum für Völkerkunde und Vorgeschichte, Hamburg 1951.
- Einführung in die Vorgeschichte. Piper, München 1959 (Neu herausgegeben von Christof Krauskopf. Mit einem Nachwort von Claudia Theune. 6. Auflage, Scrîpvaz, Schöneiche bei Berlin 2010, ISBN 978-3-942836-17-3. Mit einem Verzeichnis der Schriften von Hans Jürgen Eggers).